# Spirorbis milada
Spirorbis milada är en ringmaskart som beskrevs av Ziegler 1984. Spirorbis milada ingår i släktet Spirorbis och familjen Serpulidae. Inga underarter finns listade i Catalogue of Life.